# هال جانسون
هال جانسون (انگلیسی: Hall Johnson؛ ‏ ۱۲ مارس ۱۸۸۸ – ۳۰ آوریل ۱۹۷۰) آهنگساز، تنظیم‌کننده و موسیقی‌دان اهل ایالات متحده آمریکا بود. 

## زندگی‌نامه
او مدرک خود را از دانشگاه آلن در کلمبیا، کارولینای جنوبی دریافت داشت و در مدرسه جولیارد، مدرسهٔ موسیقی هان و دانشگاه پنسیلوانیا نیز تحصیل نمود. در دوران کودکی نیز خواهرش نواختن پیانو را به او آموزش داد. وی کار حرفه‌ای‌اش را در سال ۱۹۱۰ با نوازندگی ویولن در نیویورک آغاز کرد و بعدها گروه کُری بنیان نهاد که به شهرت فراوانی دست یافت و در نمایشنامه های تئاتر برادوی و همچنین چندین فیلم سینمایی موسیقی اجرا کردند؛ از جمله در افق گمشده، سفیدبرفی و هفت کوتوله، زنوبیا، دامبو و ترانه جنوب. او علاوه بر زبان مادری‌اش به زبان آلمانی و زبان فرانسوی تسلط کامل داشت.